# Tetrapodophis amplectus
Tetrapodophis amplectus — вимерлий вид доліхозавридних рептилій з формації ранньої крейди в Південній Америці, формація Крато, Бразилія. 
2015 року скам'янілість T. amplectus була описана як перша відома змія з передніми і задніми кінцівками. Однак детальніші дослідження як морфологічні, так і молекулярні вказали на те що, Tetrapodophis це доліхозавр. Tetrapodophis демонструє водні адаптації. Це загалом тварина невелика (загальна довжина ≈ 195 мм).

## Етимологія
Tetrapodophis: дав.-гр. τέτταρες — «чотири», ποδός — «лапа», ὄφις — «змія»; лат. amplectus або amplexus означає обіймати, охоплювати